# Mendoza
Mendoza (/ mɛnˈdoʊzə /, ameriška španščina: [menˈdosa]), uradno Mesto Mendoza (špansko Ciudad de Mendoza) je glavno mesto province Mendoza v Argentini. Nahaja se v severnem in osrednjem delu province, v predelu vznožja in visokih planot, na vzhodni strani Andov. Glede na popis prebivalstva leta 2010 [INDEC] je imela Mendoza 115.021 prebivalcev z metropolitanskim območjem pa 1.055.679 prebivalcev, zaradi česar je bila Velika Mendoza četrto največje metropolitansko območje.
Skozi Mendozo poteka Ruta Nacional 7, glavna cesta med Buenos Airesom in Santiago de Chile. Mesto je pogosto postajališče za plezalce na poti na Aconcaguo (najvišjo goro na zahodni in južni polobli) in za avanturistične popotnike, ki jih zanima gorništvo, pohodništvo, jahanje, rafting in drugi športi. Pozimi smučarji pridejo v mesto zaradi enostavnega dostopa do Andov.
Dve glavni industriji na območju Mendoze sta proizvodnja oljčnega olja in argentinsko vino. Regija okoli Velike Mendoze je največje vinorodno območje v Južni Ameriki. Kot taka je Mendoza ena od devetih glavnih vinskih prestolnic, mesto pa je nastajajoča destinacija enoturizma in izhodišče za raziskovanje stotine kleti v regiji ob vinski poti Argentine.

## Zgodovina
2. marca 1561 je Pedro del Castillo ustanovil mesto in ga poimenoval Ciudad de Mendoza del Nuevo Valle de La Rioja po čilskem guvernerju Don Garcíi Hurtado de Mendozi. Pred petdesetimi leti so območje naselila plemena Huarpes in Puelči. Huarpes so zasnovali namakalni sistem, ki so ga kasneje razvili Španci. To je omogočilo povečanje prebivalstva, ki se sicer ne bi moglo zgoditi. Sistem je še danes očiten v širokih jarkih (acequias), ki potekajo po vseh mestnih ulicah in zalivajo približno 100.000 dreves, ki stojijo ob vsaki ulici v Mendozi.
Ocenjuje se, da je na območju pred letom 1600 živelo manj kot 80 španskih naseljencev, kasneje pa se je blaginja povečala zaradi uporabe avtohtonega in suženjskega dela ter jezuitske prisotnosti v regiji. Ko so leta 1788 izkoriščali bližnje reke kot vir namakanja, se je kmetijska proizvodnja povečala. Dodatni prihodki, ustvarjeni s tem, in posledična dodatna trgovina z Buenos Airesom, podkraljestvom, od katerega je bila odvisna od ustanovitve in prenosa od generalne kapetanije Čila leta 1776, so nedvomno privedli do ustanovitve države Cuyo leta 1813 s José de San Martínom kot guvernerjem. Prav iz Mendoze so San Martín in drugi argentinski in čilski domoljubi organizirali vojsko, s katero so osvojili neodvisnost Čila in Peruja.
Mendoza je leta 1861 utrpela hud potres, v katerem je umrlo najmanj 5000 ljudi. Mesto je bilo obnovljeno in vključevalo inovativne urbanistične zasnove, ki bi bolje prenašale takšno potresno aktivnost. Mendoza je bila obnovljena z velikimi trgi in širšimi ulicami in pločniki kot katero koli drugo mesto v Argentini. Avenue Bartolomé Mitre in dodatni majhni trgi so primeri tega oblikovanja.
Turizem, proizvodnja vina in v zadnjem času izkoriščanje surovin, kot sta nafta in uran, zagotavljajo Mendozi status ključnega regionalnega središča. Pomembna predmestja, kot so Godoy Cruz, Guaymallén, Las Heras in Luján de Cuyo, so v zadnjih desetletjih precej presegla mesto po številu prebivalcev. Ta predmestja, ki so leta 1947 zajemala polovico 212.000 prebivalcev metropolitanskega območja, so do leta 2015 narasla na skoraj ⅞ celote, ki je znašala več kot 1.000.000, zaradi česar je Mendoza najbolj razpršeno metropolitansko območje v Argentini.

## Geografija
Podnebje Mendoze je sušno. Letne temperature močno zanihajo in padavin je malo. Poletje je vroče in vlažno, je najbolj deževno obdobje in povprečne temperature so nad 25 ° C; v tej sezoni so pogoste nenadne poletne nevihte z obilnimi padavinami in celo točo. Zima je hladna in bolj suha, s povprečnimi temperaturami pod 8 ° C, občasno nočnimi zmrzali in malo padavinami. V središču mesta ne pade sneg, to je strogo v mestu, saj močan vročinski otok minimalno temperaturo dvigne za več stopinj; po drugi strani pa se v mestih Velike Mendoze pojavlja do 3-krat na leto. Pozimi leta 2007 je v središču mesta v okoliščinah, ki se niso zgodile več kot 20 let, šestkrat snežilo.
Območje, na katerem je ustanovljeno mesto, ima polpuščavsko klimo in njegova oskrba z vodo je mogoča le v oazah, kjer se reke, ki se spustijo z vrhov Andov, razlijejo po svojih burnih hudourniških strugah. Zgrajeni so vodovodi, zadolženi za zalivanje dreves ob straneh ulic.

### Potresna nevarnost
Potresna nevarnost regije Cuyo - zahodne osrednje Argentine - je pogosta in srednje močna, potresni sunki srednje do močnih potresov pa vsakih 20 let. Najpomembnejša potresna dogodka v zgodovini mesta sta bila dva:
- Potres leta 1861, ki je, čeprav se je geološka dejavnost na tem območju dogajala že v prazgodovini, 20. marca 1861 predstavljal pomemben mejnik v zgodovini argentinskih potresnih dogodkov, saj je najmočnejši zabeležen in dokumentiran v državi. Posledično so bile politike zaporednih provincialnih in občinskih vlad izjemno previdne in oblikovale izredno stroge gradbene kodekse, namenjene ublažitvi izgub - zlasti človeških izgub - v primeru novih potresnih gibanj.[8][9]
- Potres 26. januarja 1985 je bil še ena resna epizoda, ki je trajala devet sekund in delno zrušila bolnišnico del Carmen v sosednjem oddelku Godoy Cruz.[10][11]

Zaradi strahu pred višino zaradi potresnih tveganj je bila več kot 30 let najvišja stavba v mestu stavba Piazza (San Martín 1027), s 16 nadstropji in 51 metri, saj ni bilo varno dati dovoljenje za gradnjo višjih stavb. Trenutno so najvišje stavbe stavba Buci, hotel Hyatt Plaza (1995), stavba Da Vinci (2010) in Sheraton Mendoza, vsi z ocenjeno višino več kot 70 metrov).

### Urbani videz
Mesto ima izvrstno pogozdovanje z mnogimi drevesi, namakanimi z majhnimi kanali (vodovodi), ki so ob skoraj vseh ulicah, kar jim zagotavlja potrebno namakanje. Mesto je osredotočeno na Plaza Independencia z ulico za pešce, Avenida Sarmiento. Druge pomembne žile, ki potekajo pravokotno na Sarmiento (in njeno nadaljevanje Garibaldi, vzhodno od avenije San Martín), od vzhoda proti zahodu so: Rioja, San Juan, avenija San Martín (ki je os sever-jug mesta), Nueve de Julio, avenija España in Patricias Mendocinas. Vzporedno s Sarmientom, štiri ulice stran proti jugu oziroma severu, sta Colón in Las Heras, med katerimi se razvijajo glavne komercialne in bančne dejavnosti. Južno od avenije Pedro Molina je Mestno okrožje, kjer je skoncentrirana večina mestnih javnih ustanov in sedež izvršne in sodne oblasti pokrajine.
Obstaja veliko barov na prostem, ki so večinoma na Peatonal Sarmiento, Avenida Colón, Avenida San Martín in Avenida Arístides Villanueva, številni pločniki pa so široki, dobro ohranjeni, čisti in vabljivi za sprehod.
Leta 2005 je bila Mendoza na VI. Ibero-ameriškem srečanju digitalnih mest izvoljena za najbolj digitalno mesto v Latinski Ameriki zaradi množice internetnih storitev, ki so bile ponujene njenim državljanom. Mesto Mendoza je jedro, iz katerega odhaja večina turističnih storitev in je ponujeno različnim krajem v provinci, zlasti gorskim znamenitostim in kletem in ima pomembno hotelsko ponudbo od vrste hostlov do 5 zvezdičnih hotelov.

## Kultura
Mendoza ima več muzejev, med njimi Museo Cornelio Moyano (naravoslovni muzej) in Museo del Área Fundacional (Muzej zgodovinske regionalne fundacije) na trgu Pedro del Castillo. Museo Nacional del Vino (Nacionalni muzej vina), ki se osredotoča na zgodovino vinarstva na tem območju, je 17 kilometrov jugovzhodno od Mendoze v Maipúju. Zgodovinski hišni muzej Casa de Fader je dvorec iz leta 1890, v katerem je nekoč živel umetnik Fernando Fader v bližnjem županu Drummondu, 14 kilometrov južno od Mendoze. V dvorcu živijo številne umetnikove slike.
Fiesta Nacional de la Vendimia (Nacionalni festival trgatev) se vsako leto prične v začetku marca. Del praznovanj vključuje lepotni izbor, na katerem se pomeri 17 lepotnih kraljic iz vsakega departmaja province Mendoza, eno zmagovalko pa izbere okrog 50 sodnikov. Kraljica mestnega departmaja Mendoze ne tekmuje in je gostiteljica ostalih kraljic.
Leta 2008 je National Geographic Mendozo uvrstil med 10 najboljših zgodovinskih destinacij na svetu.

## Vinarstvo
Argentinska vina Malbec izvirajo iz visokogorskih vinskih regij Mendoze Lujan de Cuyo in doline Uco. Ta okrožja so v vznožju Andov med 2800 in 5000 metri nadmorske višine. Vinar Nicolas Catena Zapata velja za pionirja visokogorskega gojenja in je prvi leta 1994 zasadil vinograd Malbec na 5000 m nadmorske višine v regiji Mendoza. Njegova družina je zaslužna tudi za izdelavo vrhunskih vin in dajanje statusa argentinskim vinom.
Predmet dviganja je zelo zanimiv za vinski svet, ker se z večjo nadmorsko višino poveča intenzivnost sončne svetlobe. Vlogo te povečane intenzivnosti svetlobe trenutno preiskuje raziskovalno-razvojni oddelek Catene Zapata, ki so ga vodili Laura Catena, Alejandro Vigil in Fernando Buscema.

## V filmu
Film Sedem let v Tibetu, v režiji francoskega režiserja Jean-Jacquesa Annauda in v vlogi Brada Pitta, je bil posnet v Mendozi in okolici. Zgrajenih je bilo več deset sklopov, od rekreacijskega središča tibetanske prestolnice Lhase (zgrajena v vznožju Andov) do 220 metrov dolge rekreacije (840 m²). Dvorana dobrih del v Potali, starodavna palača dalajlame (zgrajena v zapuščenem skladišču česna zunaj mesta).
- La Alameda. Gozdnata pot za pešce z velikimi drevesi.
- Nekdanja španska banka Río de la Plata, zgrajena leta 1910 in delo argentinskega inženirja-arhitekta Carlosa Agoteja. Je eno izmed mnogih arhitekturnih del evropskega sloga v mestu
- Vinnogradi v dolini Uco
- Stolnica Loretske Matere božje. Začasno označena kot Velika cerkev mesta Mendoza od leta 1934 zaradi propada stare stolnice, uničene v potresu leta 1861.

## Mednaroden povezave
Mendoza je Pobratena z:
- São Paulo, Brazilija[16][17]
- Nashville, ZDA[18]
- Miami, Florida, ZDA
- Ramat Gan, Izrael
- Medellín, Kolumbija
- Tacna, Peru
- Sertãozinho, Brazilija
- Albox, Španija
- Zaraza, Venezuela
- Dakar, Senegal
- Colonia del Sacramento, Urugvaj